# Pelgrimskerk (Vrouwenpolder)
De Pelgrimskerk is de protestantse kerk van Vrouwenpolder in de Nederlandse provincie Zeeland, gelegen aan Fort den Haakweg 2.

## Geschiedenis

### Mariadevotie
In 1314 werd in Vrouwenpolder (toen: Polrekerc genaamd) een kapel gebouwd, welke in 1324 werd verheven tot parochiekerk, gewijd aan Onze-Lieve-Vrouw. Omstreeks 1340 werd de kerk vergroot. Deze kerk kwam in bezit van een schilderij van Onze-Lieve-Vrouwe van de Polder, waaraan miraculeuze eigenschappen werden toegeschreven. Dit schilderij zou omstreeks 1500 zijn vervaardigd en is vermoedelijk een kopie van een ouder schilderij, dat dan het échte miraculeuze schilderij zou zijn, maar dat verloren is gegaan.
De legende stamt uit het begin van de Vrouwenpolderse parochiekerk, dus begin 14e eeuw. Een vrome inwoner wilde de nieuwe parochiekerk wat meer luister geven. Hij trok met een blank paneel naar Middelburg om aldaar aan een schilder, ene meester Willem, te vragen er een afbeelding van Onze-Lieve-Vrouw op te schilderen. Even later kreeg de schilder bezoek van een jongeman die een opdracht wilde uitvoeren, en genoemde opdracht kreeg te verrichten. Enige uren later was het schilderij voltooid, en de jongeman verdwenen. Dit werd algemeen als een wonder beschouwd.
Vooral na 1400 kwamen er vele pelgrims, waaronder zeer hooggeplaatsten, zoals Keizer Sigismund en Graaf Willem VI van Holland en Zeeland in 1416 (Die keyser Sigismundus met grave Willem volbrochten haer bevaert die si gelooft hadden onser vrouwen inden polder en dancten God almachtich van dier beneficien ende weldaden vermeldde de Kroniek van Zeeland in 1551); Filips de Goede volgde in 1427, en ook vele zeelieden kwamen naar deze plaats om behouden thuiskomst af te smeken.
In 1572, tijdens het Beleg van Middelburg (1572-1574), werd de kerk vrijwel geheel verwoest, en ook kwam aan de devotie een einde, ten gevolge van de reformatie. Het schilderij leek verloren, maar werd in de 20e eeuw weer teruggevonden in een privécollectie en bevindt zich sinds 1926 in de katholieke kerk van Middelburg, waar vanaf 1931 de devotie met betrekking tot het schilderij weer opleefde.

### Huidige kerk
De kerk werd, na de verwoesting van 1572, in 1623 weer opgebouwd, waarbij delen van het muurwerk van de oudere kerk werden gebruikt. Nu ontstond echter een, kleiner en lager, Hervormd zaalkerkje, hetzelfde dat ook tegenwoordig nog aanwezig is. Dit kerkje werd in 1955 gerestaureerd.
Het betreft een bakstenen zaalkerkje op rechthoekige plattegrond onder zadeldak. Op het dak bevindt zich een vierkante open dakruiter. De ingang heeft een korfboog en daarboven een spitsboogvenster. De muren zijn voorzien van steunberen. Het kerkje wordt omsloten door een muurtje. Het interieur wordt gedekt door een vlak plafond, geschraagd door balken.
De preekstoel is van 1624 en ook het doophek, de kroonluchter en de voorlezersbank zijn van dezelfde tijd. Het doopbekken is van 1718 en toont de inscriptie: O jeugdigh vleesch en bloet, denk dat gij sterven moet.
Het neogotisch orgel is van omstreeks 1910, en werd in 1938 in deze kerk geplaatst.